# Aetobatus ocellatus
Aetobatus ocellatus är en rockeart som först beskrevs av Heinrich Kuhl 1823.  Aetobatus ocellatus ingår i släktet Aetobatus och familjen örnrockor. Inga underarter finns listade i Catalogue of Life.